# Colette Thomas
Colette Thomas (París, 10 de febrero de 1929-Antony, 31 de marzo de 2001) fue una deportista francesa que compitió en natación. Ganó una medalla de bronce en el Campeonato Europeo de Natación de 1950, en la prueba de 400 m libre.

## Palmarés internacional
| Campeonato Europeo | Campeonato Europeo | Campeonato Europeo | Campeonato Europeo |
| Año                | Lugar              | Medalla            | Prueba             |
| ------------------ | ------------------ | ------------------ | ------------------ |
| 1950               | Viena (Austria)    | Medalla de bronce  | 400 m libre        |